# لين زه شي
لين زه شي (بالصينية: 林則希) أو جيرسي لين (بالإنجليزية: Jercy Lin)‏ (من مواليد 16 ديسمبر 1984)، هو ممثل تايواني، يؤدي حاليًا بشكل رئيسي الأعمال الدرامية التايوانية. في عام 1999، شارك في مسابقة الغناء للشباب للحجر المتدحرج وفاز. في عام 2007، شارك في برنامج المواهب "حلم القصور الحمراء" (بالصينية: 紅樓夢中人) الذي نظمه تلفزيون بكين وحصل على المركز الأول في مجموعة جيا باويو (بالصينية: 賈寶玉) في قسم تايوان. في وقت لاحق، عندما ذهب إلى بكين للمشاركة في النهائيات، انسحب من المنافسة بسبب قضايا الخدمة العسكرية.

## أعمال
- 2013: اللعب بشخصية تشین هونغتشانغ (陳弘彰) في المسلسل الدرامي للتلفزيون فورموسا عائلة فنغ شوي (風水世家)

- 2014: اللعب بشخصية تشین جیاوین (陳家文) في المسلسل الدرامي للتلفزيون فورموسا ذبابة التنين، رقصة العنقاء (龍飛鳳舞)

- 2014: اللعب بشخصية هونغ جیاتشانغ (洪家昌) في المسلسل الدرامي للتلفزيون فورموسا مهر (嫁妝)

- 2016: اللعب بشخصية تشین جیاهوي (陳家輝) في المسلسل الدرامي للتلفزيون فورموسا زهور الربيع تأمل الندى (春花望露)[2]

- 2018: اللعب بشخصية وو جيامينغ (伍家明) في المسلسل الدرامي للتلفزيون فورموسا أوقات رائعة (大時代)

- 2021: اللعب بشخصية ليانغ يوشينغ (梁又勝) ودامون (Damon) في المسلسل الدرامي لقناة سانلي تايوان ابنة السماء فخورة (天之驕女)

- 2022: اللعب بشخصية دو تشينغئن (杜承恩) في المسلسل الدرامي لقناة سانلي تايوان لم شمل عائلة (一家團圓)

- 2023: اللعب بشخصية وو شينشيان (武信賢) وميغو (咪咕) أو لوه ونشوان (羅文軒) في المسلسل الدرامي لقناة سانلي تايوان طريق السماء (天道)[3]

- 2025: اللعب بشخصية لين تشنهاو (林振浩) في المسلسل الدرامي لقناة سانلي تايوان الرغبات (願望)